# 방글라데시 철도
방글라데시 철도(벵골어: বাংলাদেশ রেলওয়ে)는 방글라데시의 국영 철도 운송 기관이다. 방글라데시의 모든 철도를 운영하고 유지하며 방글라데시 철도청이 감독한다. 방글라데시 철도는 철도부와 방글라데시 철도청이 관할한다. 그것의 보고 마크는 "BR"이다.
방글라데시 철도 시스템의 총 길이는 3,600 킬로미터 (2,200 mi)이다. 2009년에 방글라데시 철도는 34,168명의 직원이 있었다. 2014년 방글라데시 철도는 6,500만 명의 승객과 252만 톤의 화물을 운송했다. 그 철도는 8,135만 명의 승객과 6억 7,700만 톤의 킬로미터를 만들었다.

## 역사
방글라데시(당시 영국령 인도)의 철도 교통은 1862년 11월 15일 추아당가구의 다르샤나와 쿠슈티아구의 조고티 사이에 53.11km의 5피트 6인치(1,676mm) 광궤 노선이 개통되면서 시작되었다. 1871년 1월 1일 다르샤나-조고티 철도가 동벵골 철도에 의해 골란다까지 연장되었다. 1885년 1월 4일, 14.98 km 1,000 mm (3 ft 3+3⁄8 in) (미터 궤간) 노선이 추가로 개통되었다. 1891년, 아삼 벵골 철도가 정부의 도움으로 건설되었다. 이후 아삼 벵골 철도 회사에 의해 운영되었다.
1895년 7월 1일, 영국 철도 회사들에 의해 미터 궤간 철도의 두 구간이 건설되었다. 하나는 치타공과 코밀라를 150.6km(93.6mi) 연결했다. 다른 하나는 락삼 우파질라와 찬드푸르를 51.2km(31.8mi) 연결했다.
1947년 인도 분할 당시 아삼 벵골 철도는 두 부분으로 나뉘었다. 동파키스탄에 위치한 2,603.92km의 선로는 파키스탄 중앙 정부의 통제를 받았다. 1961년 2월 1일 동벵골 철도는 파키스탄 동벵골 철도로 이름을 바꾸었다. 1962년 동파키스탄 철도는 동파키스탄 정부에 양도되었다. 1962년 6월 9일, 대통령의 명령에 따라 파키스탄 동부 철도 관리는 철도 위원회에 의해 인수되었다.

## 구조
1971년 방글라데시 독립 전쟁이 끝날 때부터 1982년까지, 이 철도는 철도 위원회에 의해 운영되었다. 그리고 나서 그것은 교통부의 철도부 산하에 들어갔다. 철도국장은 교통부 철도국의 사무국장이었다. 1995년, 철도부 장관이 의장을 맡은 "방글라데시 철도청"에 의해 철도의 통치가 시작되었다. 검사는 외부 정부 기관에 의해 이루어진다.
방글라데시 철도의 특징으로는 자무나강, 브라마푸트라강을 통해 철도 시스템을 서부 지역과 동부 지역으로 분할하는 것이 있다. 강을 건너는 것은 2003년에 완공된 자무나 다리이다.
이스트 존과 웨스트 존은 각각 철도청의 국장에게 답변하는 총지배인을 두고 있다. 각 구역에는 운영, 유지보수 및 재정을 위한 자체 부서가 있다. 각 구역은 인사, 교통, 상업, 금융 기계, 도로 및 작업 신호, 통신, 전기 및 의료 서비스 부서와 함께 두 개의 부서로 나뉜다.

## 승객 서비스

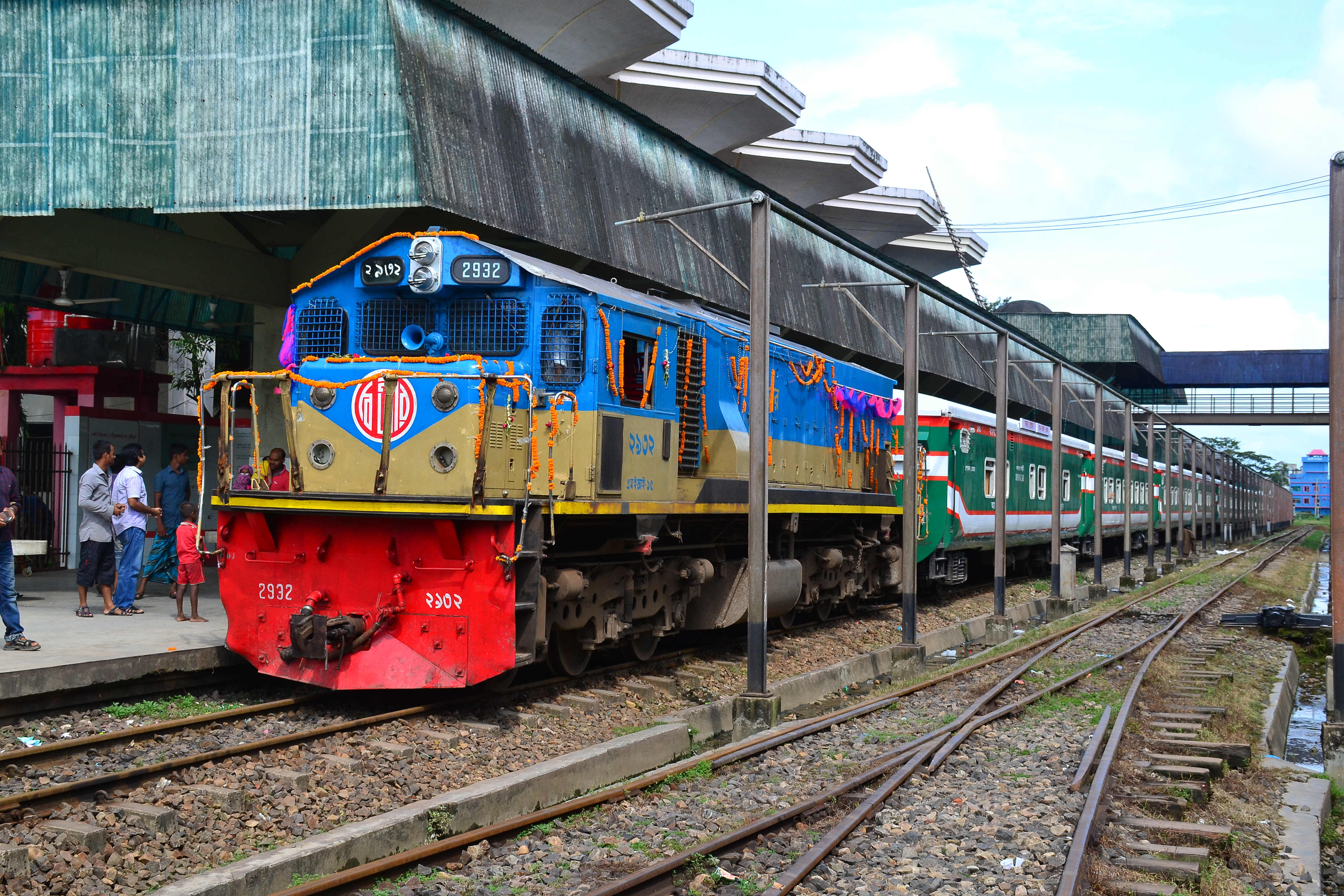
실렛역의 파라바트 익스프레스

방글라데시의 주요 교통수단은 철도이다. 2005 회계연도에 방글라데시 철도를 이용한 여행객은 4천 2백만 명이었다. 도시 간 서비스는 방글라데시 철도 수익의 70% 이상에 기여한다. 2014년 기준으로 312대의 광궤 객차와 1,164m의 객차를 보유하고 있다.
2017년 기준으로 방글라데시 철도는 90개의 도시간 열차(상행 및 하행), 52개의 우편 또는 급행 열차, 64개의 통근 열차(DEMU), 135개의 셔틀 또는 지역 열차, 2개의 국제 서비스를 운영하고 있다.
일주일에 두 번, 여객 열차가 인도로 가는 서비스를 운영한다. 2008년 4월, 다카와 콜카타 사이의 메이트리 익스프레스 열차가 게데-다르사나 400km 구간에서 운행을 시작했다. 2017년 11월 9일, 새로운 주간 열차인 반한 급행 열차가 페트라폴과 베나폴을 경유하여 쿨나와 콜카타 사이를 운행하기 시작했다. 최근, 2021년에 또 다른 주간 열차인 미탈리 익스프레스가 파르바티푸르와 이스와르디 500km(310mi)를 경유하여 뉴잘파이구리와 다카 사이를 운행하기 시작했다.
방글라데시 철도의 티켓은 모든 역에서 구입할 수 있다. 대부분의 역은 전산화되어 있으며 출발 후 4일 이내에 구입할 수 있는 티켓이 인쇄되어 있다. 출발 2일 전까지 전액 환불(사무비 제외)이 가능하다. 철도는 온라인 판매 티켓의 10%를 예약하고 있다. 이 티켓들 중 15%는 휴대폰 판매를 위해 예약되어 있다.

### 숙박반

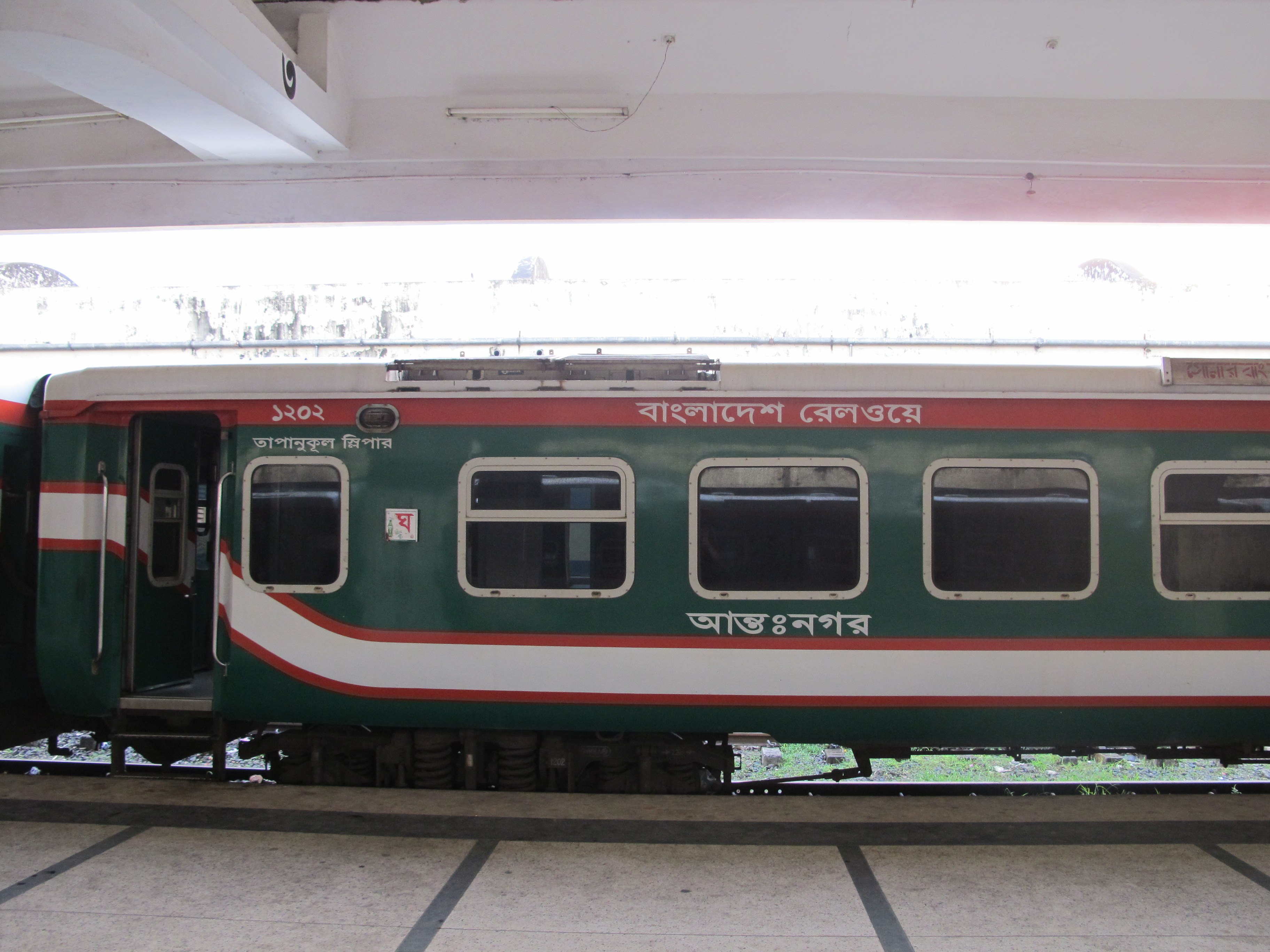
쇼나르 방글라 익스프레스의 AC 슬리커 코치

방글라데시 철도는 에어컨, 퍼스트, 세 번째 승객 등급으로 나뉜다. 대부분의 열차는 "에어컨" 등급을 제공하지 않다. 시외 및 장거리 열차에서는 식당차와 전동차가 열차 중앙에 포함된다. 모든 도시간 열차는 부분적으로 에어컨이 설치되어 있고, 패딩 처리된 가죽 시트를 갖추고 있으며, 승객들에게 주문형 시트, 베개, 담요 및 식당차에서의 식사를 제공한다. 일부 디젤-전기 열차는 통근 서비스를 제공한다.

## 철도역
카말라푸르역은 다카에 있는 철도역이다. 다른 주요 역으로는 라즈샤히역, 차토그램역이 있다. 2015년 방글라데시 철도는 489개의 역을 운행했다. 여기에는 한 블록 오두막, 13개의 기차 정류장, 4개의 상품 예약 지점이 포함된다. 방글라데시 철도의 일정은 2020년 새해에 26개의 열차를 변경했다. 이스트존 열차는 2020년 1월 10일부터 운행한다.

## 같이 보기
- 방글라데시의 교통